# Mogersdorf
Mogersdorf is een gemeente in de Oostenrijkse deelstaat Burgenland, gelegen in het district Jennersdorf (JE). De gemeente heeft ongeveer 1200 inwoners.

## Geografie
Mogersdorf heeft een oppervlakte van 12,8 km². Het ligt in het uiterste zuidoosten van het land.
Kadastrale gemeenten zijn Deutsch Minihof, Mogersdorf en Wallendorf.
Deutsch Kaltenbrunn · Eltendorf · Heiligenkreuz im Lafnitztal · Jennersdorf · Königsdorf · Minihof-Liebau · Mogersdorf · Mühlgraben · Neuhaus am Klausenbach · Rudersdorf · Sankt Martin an der Raab · Weichselbaum
- Gemeinsame Normdatei: 4474436-5
- Library of Congress Control Number: nr2004005033
- Nationale Bibliotheek van Tsjechië: ge910525
- Nationale Bibliotheek van Israël: 987007463781605171
- Virtual International Authority File: 156591978